# جوزيب ماريا بو
جوزيب ماريا بو (بالإسبانية: Josep Maria Pou)‏ (و. 1944 – م) هو ممثل، وممثل مسرحي، وممثل أفلام من إسبانيا . ولد في موليت ديل فاليس .

## روابط خارجية
- جوزيب ماريا بو على موقع IMDb (الإنجليزية)
- جوزيب ماريا بو على موقع قاعدة بيانات الأفلام العربية
- جوزيب ماريا بو على موقع ألو سيني (الفرنسية)
- جوزيب ماريا بو على موقع تيرنر كلاسيك موفيز (الإنجليزية)
- جوزيب ماريا بو على موقع أول موفي (الإنجليزية)
- جوزيب ماريا بو على موقع قاعدة بيانات الأفلام السويدية (السويدية)
- جوزيب ماريا بو على موقع قاعدة بيانات الفيلم (الإنجليزية)
- جوزيب ماريا بو على موقع كينوبويسك (الروسية)